# ایستگاه راه‌آهن هاپسالو
ایستگاه راه‌آهن هاپسالو (استونیایی: Haapsalu raudteejaam) در شهر هاپسالو، استونی قرار دارد.
این ایستگاه در سال ۱۹۰۴ به صورت محدود تاسیس شد و سپس ساختمان فعلی آن از سال ۱۹۰۵ تا ۱۹۰۷ ساخته شد.

## نگارخانه

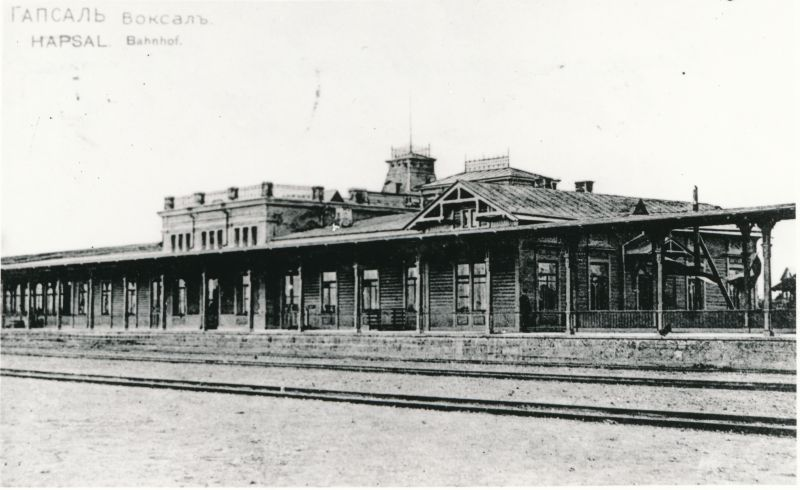
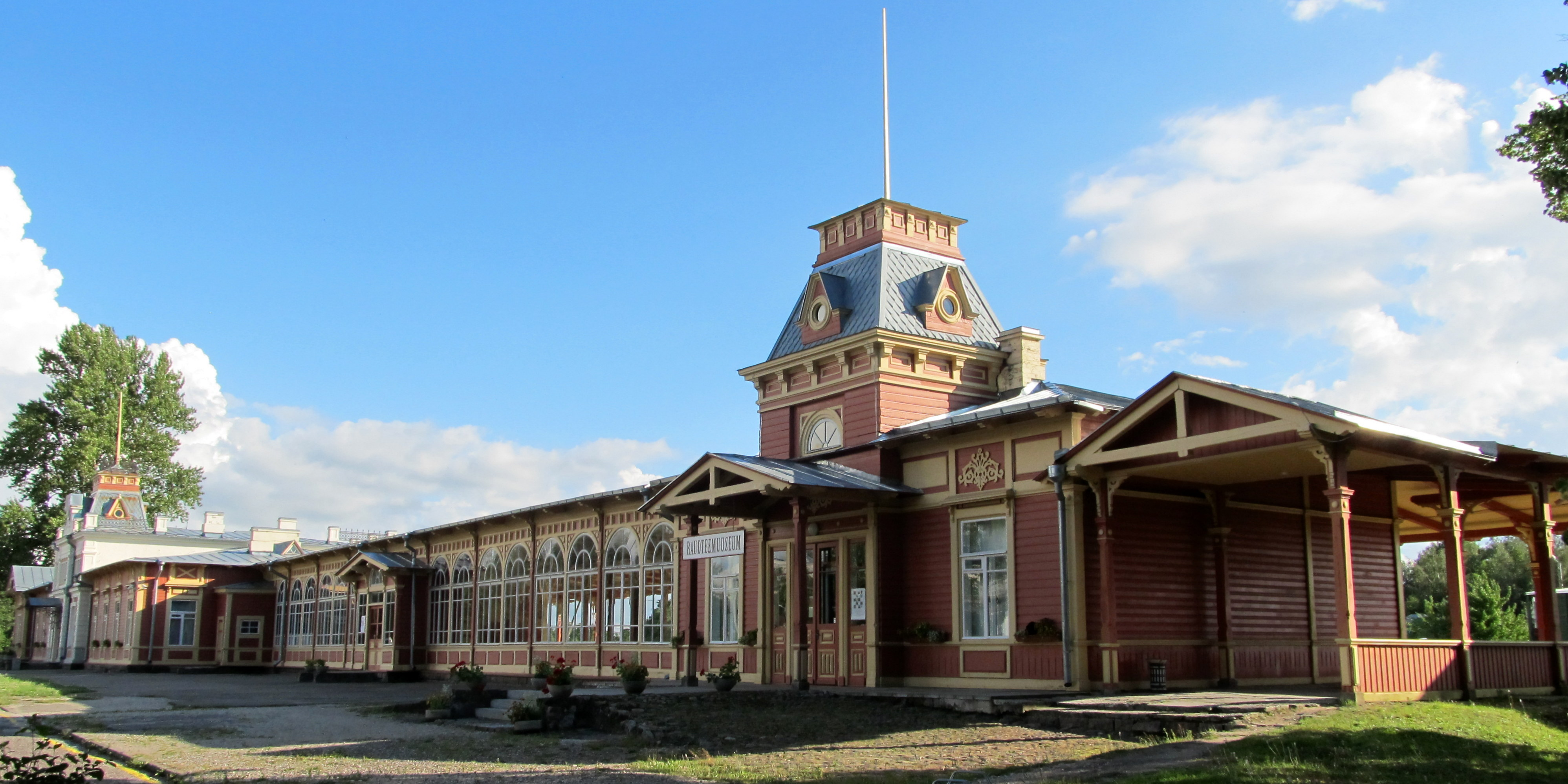
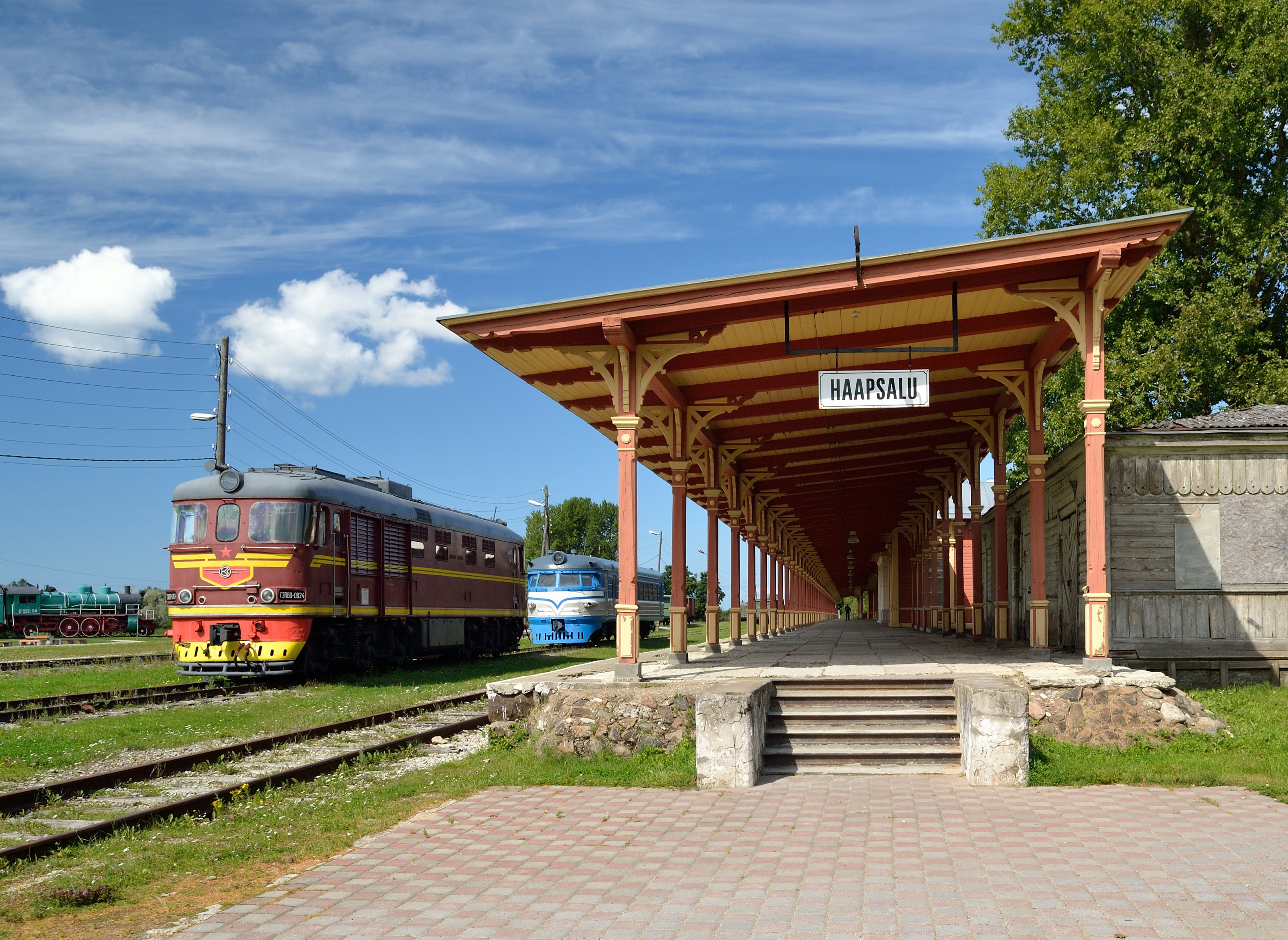
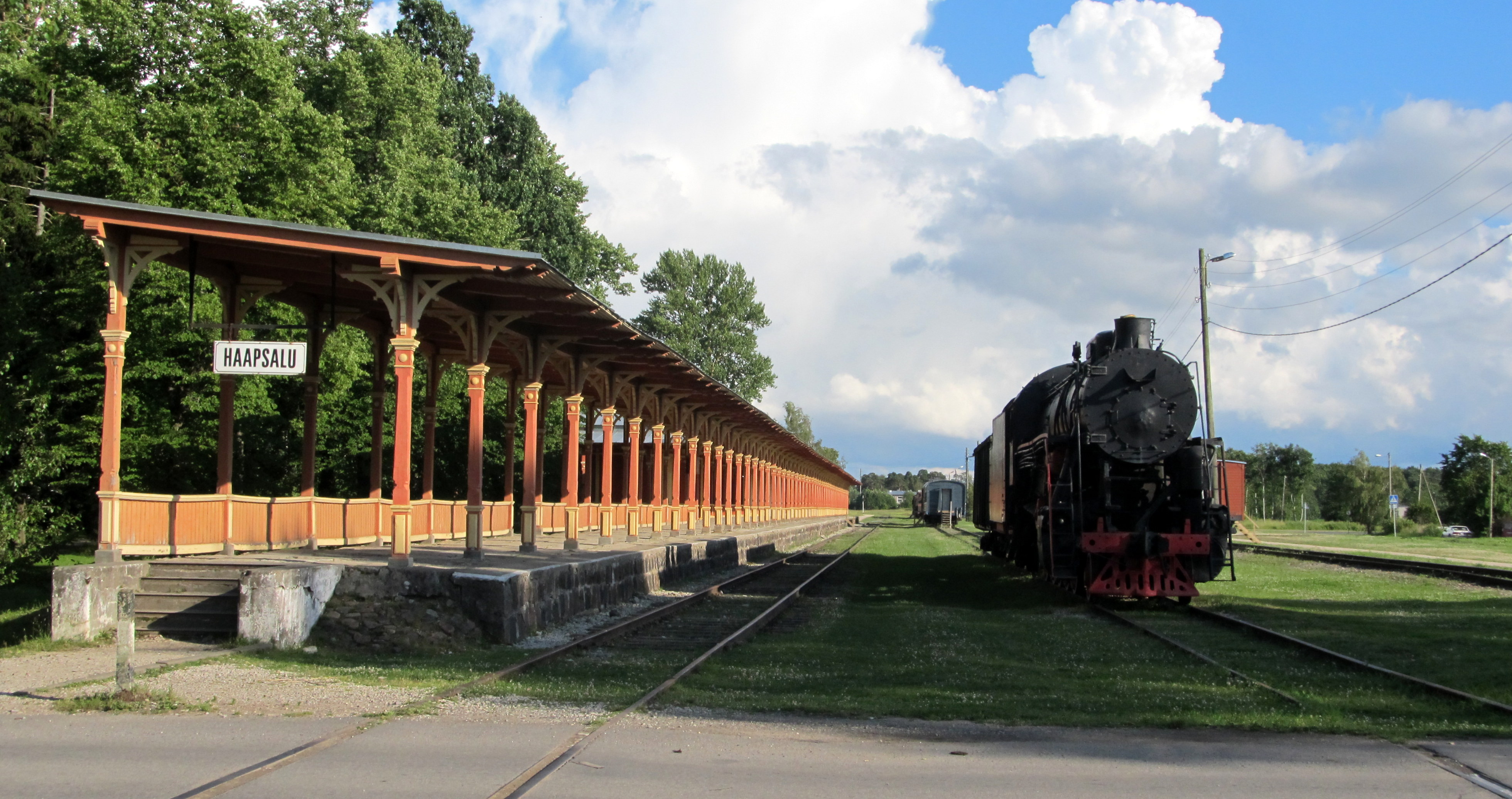
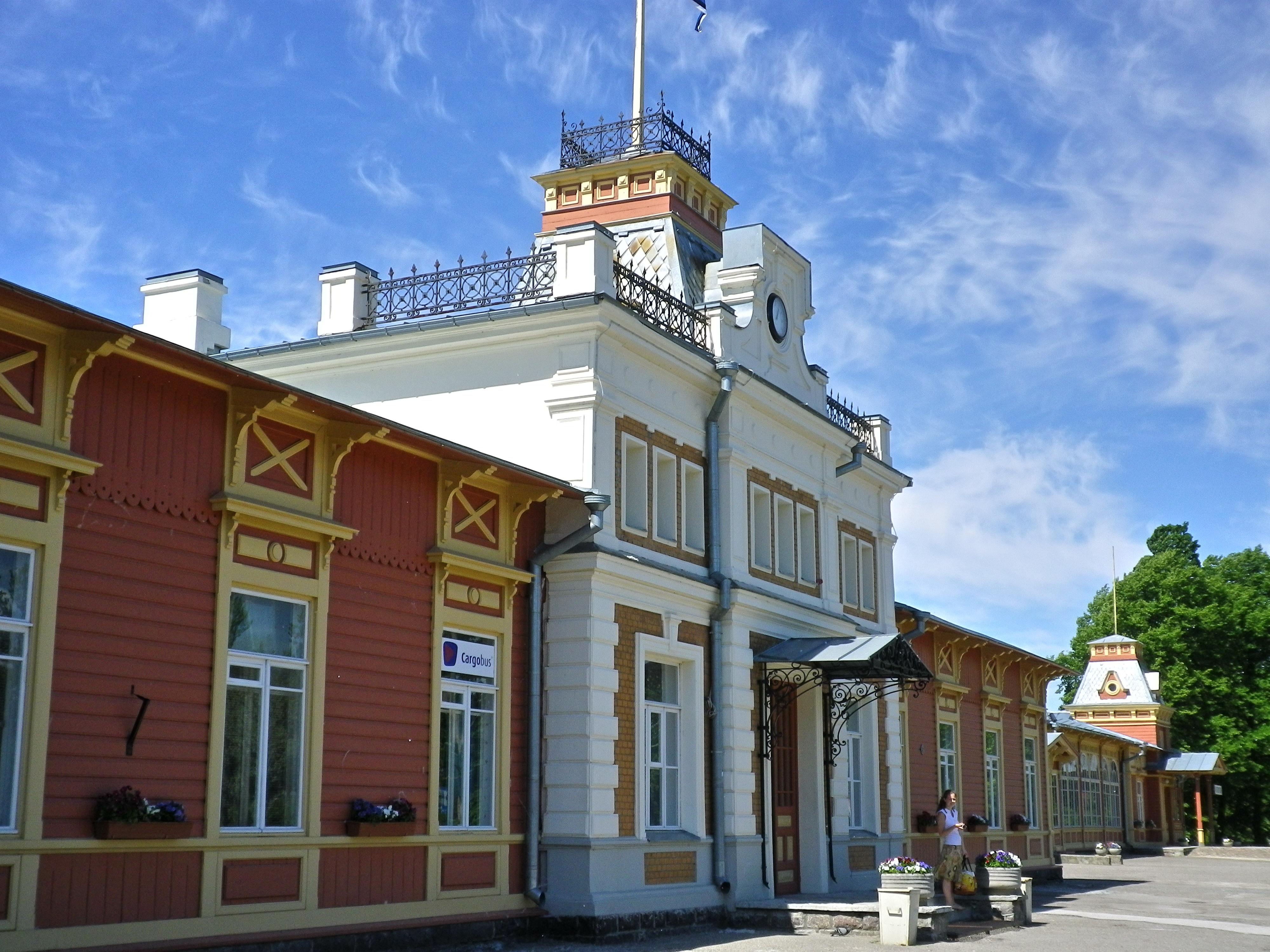
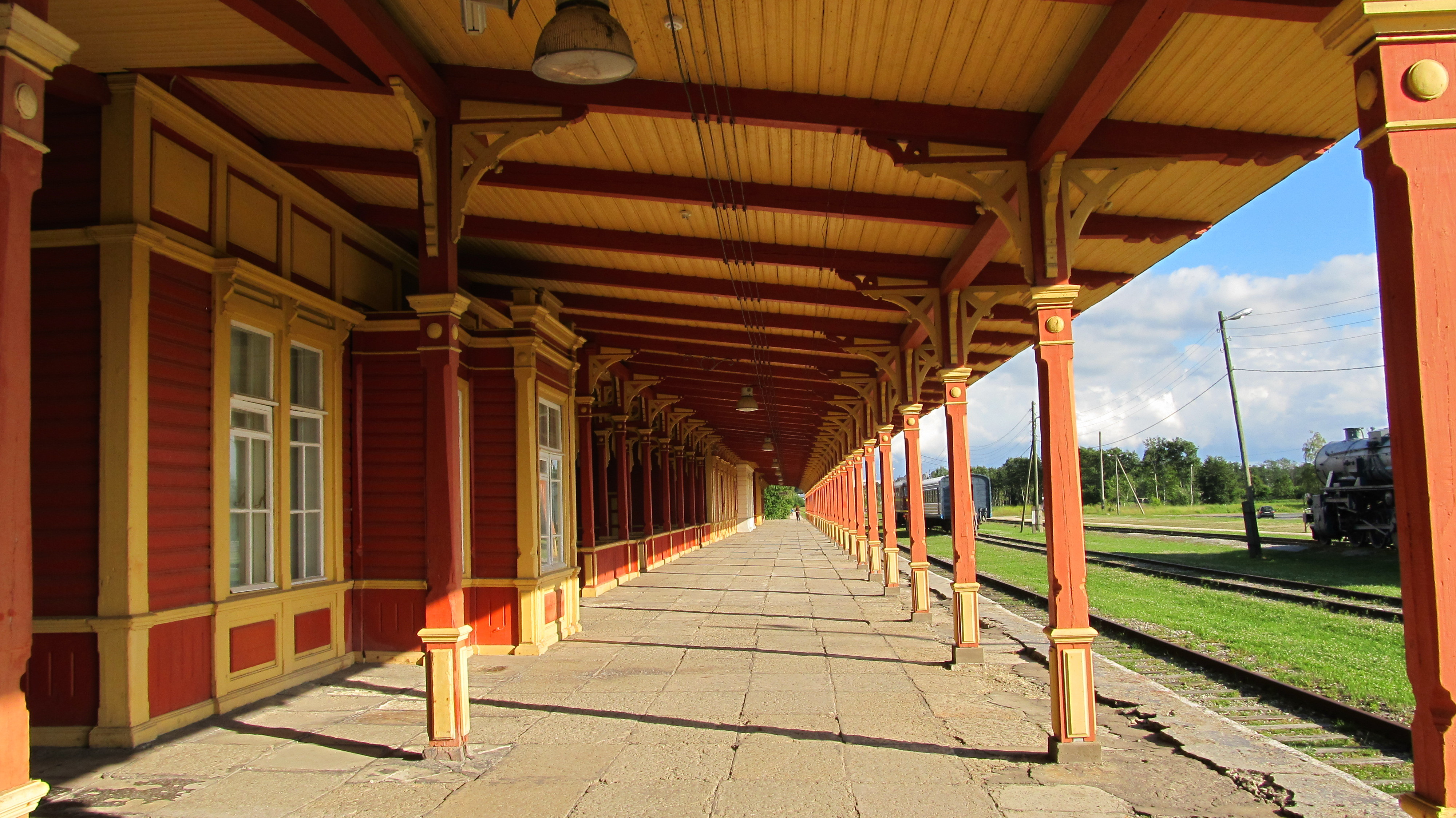